# Dictya laurentiana
Dictya laurentiana är en tvåvingeart som beskrevs av Steyskal 1954. Dictya laurentiana ingår i släktet Dictya och familjen kärrflugor. Inga underarter finns listade i Catalogue of Life.